# Robert Mazet
Pour les articles homonymes, voir Mazet (homonymie).
Robert Mazet, né le 7 février 1903 à Paris et mort le 1er septembre 1991 à Châtenay-Malabry, est un professeur d'université en mécanique. Ses recherches concernent le couplage aéroélastique et ses effets sur les vibrations des aéronefs.

## Biographie
Robert Mazet est un ancien élève du lycée Louis-le-Grand et de l’École normale supérieure. Agrégé de mathématiques, docteur ès sciences, il est professeur au lycée de Châteauroux (1927-1928) et de au lycée de Troyes (1928-1929).
Il est professeur à la faculté de sciences de Lille (1929-1944), où il occupe la chaire de mécanique rationnelle et de mécanique expérimentale. Il enseigne la mécanique rationnelle à l’Institut industriel du Nord (École centrale de Lille) dont il devint directeur des études en 1936, succédant à Henry Pariselle.
Il met en place à partir de 1931 le laboratoire de mécanique expérimentale, le premier laboratoire de ce type en France.
Il est nommé recteur de Caen en 1944 et de Poitiers le 1er décembre 1946. Directeur scientifique à l’Office national d'études et de recherches aérospatiales (Onera) à partir de 1947, il est professeur aux facultés de sciences de Poitiers de 1948 à 1960 et de Paris de 1960 à 1974.